# Kill 'Em All 2
Série
La Marque de la vengeance
(2017)
Pour plus de détails, voir Fiche technique et Distribution.
Kill 'Em All 2 est un film américano-italien réalisé par Valeri Milev (en) et sorti en 2024. Il s'agit d'une suite à La Marque de la vengeance (Kill 'Em All) de Peter Malota, sorti en 2017.

## Synopsis
Alors qu'il coule des jours heureux avec sa fille Vanessa en Italie, l'ancien espion Philip se retrouve traqué par Vlad Petrovic, un terroriste franco-russe, qui veut venger son frère.

## Fiche technique
Sauf indication contraire, les informations mentionnées dans cette section peuvent être confirmées par la base de données cinématographiques IMDb,  présente dans la section « Liens externes ».
- Titre original : Kill 'Em All 2
- Réalisation : Valeri Milev (en)
- Scénario : James Agnew
- Musique : Aldo Shllaku
- Photographie : Angelo Stramaglia
- Montage : Alessandro Heffler
- Production : Monika Bacardi, Andrea Iervolino, Danielle Maloni, Rafael Primorac et Richard Salvatore

Producteur délégué : Jean-Claude Van Damme
- Sociétés de production : Arramis Films, Iervolino & Lady Bacardi Entertainment et March On Productions ; en association avec Rodin Entertainment ; avec le soutien du Ministère italien de la Culture
- Société de distribution : Destination Films (États-Unis)
- Budget : N/A
- Pays de production :  États-Unis
- Langue originale : anglais
- Format : couleur
- Genre : action
- Durée : 85 minutes
- Dates de sortie[1] :
  - États-Unis : 24 septembre 2024 (direct-to-video)
  - France : 17 novembre 2024 (vidéo à la demande)
- Classification[2] :
  - États-Unis : R

## Distribution
- Jean-Claude Van Damme (VF : Patrice Baudrier) : Philip
- Jacqueline Fernandez : Vanessa
- Andrei Lenart : Vlad Petrovic
- Peter Stormare : l'agent Mark Holman de la CIA
- María Conchita Alonso (VF : Michèle Buzynski) : l'agent Linda Sanders du FBI
- Dimitar Doychinov : Kaz
- Talia Asseraf : Lydia
- Nicolas Van Varenberg : Ivan
- Meredith Mickelson (VF : Joy Feldman) : Nadia
- Antonino Iuorio : Govel

 Source et légende : version française (VF) sur RS Doublage

## Production
En décembre 2023, une suite de La Marque de la vengeance (2017) est annoncée avec le retour de Jean-Claude Van Damme pour reprendre son rôle de Philip. Le tournage débute en janvier 2024. Les prises de vues se déroulent dans les Pouilles en Italie, notamment dans les villes de Bari, Bitonto et Mola di Bari.

## Sortie et accueil
Kill 'Em All 2 sort en vidéo à la demande le 24 septembre 2024.